# Peucedanum pricei
Peucedanum pricei är en flockblommig växtart som beskrevs av N.D.Simpson. Peucedanum pricei ingår i släktet siljor, och familjen flockblommiga växter. Inga underarter finns listade i Catalogue of Life.